# Hypocapnie
 Mise en garde médicale
L'hypocapnie, du grec υπό (en dessous de la normale) et καπνός (fumée), est un symptôme se caractérisant par une diminution de la pression partielle de dioxyde de carbone dans le sang, (c'est-à-dire une réduction de sa quantité).
Elle peut être la conséquence de nombreuses pathologies, ainsi que d'hémorragies ou d'une hyperventilation.
Elle s'oppose à l'hypercapnie.

## Causes

### Hyperventilation
L'hyperventilation est la cause principale de l'hypocapnie. La haute fréquence de respiration va diminuer la concentration de CO2 dans le sang.
L'hyperventilation peut subvenir après une crise de panique ou d'asthme mais aussi lors de jeux dangereux liés à la respiration (comme le jeu du foulard).

### Problèmes somatiques
Les principales autres causes sont les troubles du métabolisme, ou cardiovasculaire ou des dysfonctionnements du système nerveux central.

### Autres causes mineures
L'hypocapnie peut aussi être provoqués par des dérégulations hormonales durant la grossesse, une activité sportive trop intense, un changement d'environnement, une prise massive de certains médicaments (aspirine), ou autre.

## Effets
L'hypocapnie peut influencer la respiration en inhibant le centre nerveux respiratoire. Cela peut entrainer une augmentation du Ph dans le sang (alcalose), jusqu'à une alcalose respiratoire lors de crise brutale d'hypocapnie, c'est-à-dire une concentration trop importante d'alcalins dans le sang. Les reins vont alors essayer de compenser le phénomène en filtrant les alcalinités du sang. Le cerveau subira aussi un trop faible apport d'oxygène ce qui risque de provoquer une hypoxie cérébrale.
Les effets ressentis sont nombreux, :
- sensations inhabituelles sur le corps, engourdissement, picotements (paresthésie), crampes ou tétanie ;
- problèmes de vue ;
- arythmie cardiaque ;
- baisse de concentration ;
- sensation de froid au extrémités.

On retrouve ici beaucoup d'effets de l'hyperventilation puisque celle-ci provoque une hypocapnie.

## Traitement
Le traitement dépendra de la cause de l'hypocapnie. 
Si elle est induite par un symptôme est n'est juste qu'un effet secondaire, il faudra traiter ce symptôme. 
Si elle est passagère, respirer dans un sac en papier peut être efficace (technique de ré inspiration). 
La prise en charge par un spécialiste est une bonne solution.